# Mecodina odontophora
Mecodina odontophora là một loài bướm đêm trong họ Erebidae.